# Харш Вардхан
Харш Вардхан (англ. Harsh Vardhan), гінді हर्षवर्धन, при народженні Харшвардхан Ґоель (англ. Harshvardhan Goel, 13 грудня 1954, [[Делі) — індійський політик і лікар-отоларинголог. Він працював міністром охорони здоров'я і сімейного добробуту (з 30 травня 2019 до 7 липня 2021 року), міністром науки і технологій та міністром землезнавства в уряді Нарендри Моді. Він представляв виборчий округ Чандні Чоук в Делі в Лок Сабха. Харш Вардхан був обраний на посаду голови виконавчої ради Всесвітньої організації охорони здоров'я з 22 травня 2020 року. Вардхан відіграв важливу роль у розробці заходів індійського уряду на епідемію COVID-19. Пізніше він подав у відставку з посади в уряді перед перестановками в кабінеті в липні 2021 року.

## Депутат від Чандні Чоук
Харш Вардхан був обраний депутатом від Чандні Чоука на виборах до Лок Сабха 2014 року. Він був знову обраний депутатом на виборах до Лок Сабха 2019 року.

## Ранні роки
Харш Вардхан народився в Делі в родині Ома Пракаша Ґоела та Сне Лати Ґоел. Вардхан закінчив середню школу в 1971 році. Він навчався в коледжі Закіра Хусейна Делійського університету та Меморіальному медичному коледжі імені Ганеша Шанкара Від'ярті Канпурського університету, який закінчив у 1979 році, отримавши ступінь бакалавра медицини з хірургії. Харш Вардхан отримав ступінь магістра хірургії в оториноларингології в тому ж коледжі в 1983 році. З дитинства він був членом Раштрія сваямсевак санґх.

## Політична кар'єра
У 1993 році Вардхан був обраний членом Асамблеї Делі від Крішна Нагара. Його призначили державним міністром охорони здоров'я та міністром права Делі. Пізніше він став державним міністром освіти в 1996 році. Його переобирали в тому ж виборчому окрузі на виборах 1998, 2003, 2008 і 2013 років.

### Міністр охорони здоров'я та сім'ї Делі
Вардхан, як державний міністр охорони здоров'я в 1994 році, керував реалізацією пілотного проекту «Pulse Polio Program», який передбачав масову імунізацію 1 мільйона дітей віком до 3 років у Делі. У 1995 році ця програма була запущена по всій країні, наслідком чого була імунізація 88 мільйонів дітей. 28 березня 2014 року ВООЗ оголосила Індію вільною від поліомієліту, оскільки протягом трьох років не було зареєстровано випадків захворювання.
У 1997 році асамблея Делі прийняла Делійський закон про заборону куріння та охорони здоров'я некурців, який став одним із перших антитютюнових законів, реалізованих будь-яким урядом штату Індії. Закон застосовувався до національної столичної території Делі. Він забороняв палити в місцях громадських робіт або використовувати, наприклад, лікарні, ресторани, навчальні заклади та громадські транспортні засоби. Він також забороняв продаж курильних речовин, таких як тютюн і біді, особам молодше 18 років. Також не можна було продавати чи зберігати курильну продукцію на відстані 100 метрів від будь-якого навчального закладу. Відповідно до положень закону, штрафи застосовуватимуться до тих, хто порушить закон, і вони потенційно можуть бути усунуті з місць громадського користування поліцією.

### Вибори в Делійську асамблею 2013 року
23 жовтня 2013 року Бхаратія джаната парті призначила Вардхана кандидатом на голову уряду на виборах до Асамблеї Делі. Після виборів 2013 року БДП стала найбільшою партією, отримавши 31 із 70 місць у П'ятій законодавчій асамблеї Делі. Однак партія не набрала абсолютної більшості місць, тому не змогла сформувати уряд.

### Вибори до Лок Сабха 2014 року
Харш Вардхан боровся за місце депутата Лок Сабха від Чандні Чоука в Делі, де він переміг чинного міністра права та юстиції федерального уряду Капіла Сібала з Індійського національного конгресу. 26 травня 2014 року він також був призначений міністром охорони здоров'я та добробуту сім'ї в першому уряді Нарендри Моді. У травні 2017 року він також додатково був призначений міністром охорони навколишнього середовища, лісів і зміни клімату після смерті міністра Аніла Мадхава Дейва.

### Вибори до Лок Сабха 2019 року
Вардхан знову змагався за місце в парламенті від Чандні Чоука в Делі, де він переміг Джая Паркаша Аггарвала від Індійського національного конгресу з перевагою в 228145 голосів. Хоча він отримав 52,94 % голосів, Аггарвал, який посів друге місце, набрав 29,67 % голосів.

### На посаді федерального міністра
30 травня 2019 року Вардхан склав присягу як міністр кабінету в уряді прем'єр-міністра Нарендри Моді на другому терміні. Він очбійняв посади міністра охорони здоров'я та сім'ї, міністра науки і технологій і міністра наук про Землю.
Вардхан відіграв важливу роль на цій посаді під час епідемії COVID-19 в Індії. У лютому 2021 року він схвалив неперевірені «трав'яні ліки» від COVID-19, розроблені компанією, якою керує ґуру йоги Рамдев, що викликало критику з боку експертів у галузі охорони здоров'я. На початку березня 2021 року він повідомив, що країна перебуває на «фінальному етапі» епідемії, незадовго до того, як кількість випадків хвороби по країні різко зросла під час другої хвилі в квітні. Під час свого перебування на посту міністра охорони здоров'я Вардхан оголосив резервування на 2020—2021 навчальні роки в коледжах на медичні і стоматологічні спеціальності для дітей медичних працівників, які померли під час епідемії COVID-19 в Індії.
У рамках перестановок в кабінеті 7 липня 2021 року Харш Вардхан пішов у відставку з посади федерального міністра охорони здоров'я після 2 років перебування на посаді.

## Скандали
На 105-му Індійському науковому конгресі в березні 2018 року, після смерті легендарного британського вченого Стівена Гокінга, Вардхан заявив, що Гокінг сказав, що Веди висувають теорію, яка є кращою за теорію відносності Альберта Ейнштейна, незважаючи на те, що немає жодних записів того, що Гокінг зробив таку заяву.
У 2019 році після того, як Інститут впливу на здоров'я опублікував наукову доповідь, яка оцінює 1,2 мільйона смертей в Індії щорічно внаслідок забруднення повітря, Вардхан спростував результати, стверджуючи, що ця доповідь мала на меті створити паніку. У 2021 році Індійська медична асоціація, найбільша асоціація лікарів в Індії, оприлюднила заяву, в якій заперечила Вардхану, який схвалював «Coronil», продукт аюрведичної компанії «Patanjali Ayurved». Індійська медична асоціація поставила під сумнів етику міністра охорони здоров'я країни рекламувати недоведений і сумнівний продукт населенню країни.
У 2023 році законодавець від правлячої партії Бхаратія джаната парті зробив ісламофобні зауваження та використав спільну образу проти депутата-мусульманина в парламенті. Під час дебатів у четвер ввечері 22 вересня 2023 року щодо успіху історичної місії Індії на Місяць депутат від БДП Рамеш Бідхурі назвав Кунвара Даніша Алі з опозиційної партії Бахуджан Самадж (BSP) серед інших антиісламських обра «терористом» і «сутенером». На Харша Вардхана накинулись після того, як відеозапис інциденту став вірусним у соціальних мережах. На відео видно, як він сидить позаду Рамеша Бідхурі та, здається, сміється.

## Нагороди та відзнаки
Вардхан отримав такі нагороди та визнання:
- Спеціальна нагорода Президента Індійської медичної асоціації в 1994 році.
- Почесна медаль Генерального директора Всесвітньої організації охорони здоров'я «Чемпіон з ліквідації поліомієліту» в 1998 році
- Нагорода «Чемпіон з ліквідації поліомієліту» Ротарі Інтернешнл у 2001 році.
- «Лікар останнього десятиліття» (Swasthya Ratna) відділення Індійської медичної асоціації в Нью-Делі у 2002 році.
- Спеціальна нагорода Генерального директора Всесвітньої організації охорони здоров'я до Дня боротьби з тютюнопалінням, яку ВООЗ присудило у 2021 році, за прийняття законодавства про заборону електронних сигарет і тютюнових виробів з підігрівом з нагоди Дня боротьби з тютюнопалінням[46]

## Особисте життя
Харш Вардхан одружений, його дружину звати Нутан, у них двоє синів і одна дочка.